# Teneur en eau (chimie)
Pour les articles homonymes, voir Teneur en eau.
La teneur en eau permet de quantifier la quantité d'eau dans un liquide donné. Ses définitions théorique et pratique sont données ci-dessous.

## Définition théorique
Quantité de molécules de formule H2O contenues dans un produit pour lesquelles les distances interatomiques O-H sont voisines de celles existant dans l'eau liquide (dans des limites définies).

## Définition pratique
Quantité d'eau perdue par un produit lorsqu'il est amené à un équilibre vrai dans un milieu où la pression de vapeur d'eau est quasiment nulle, dans des conditions telles que toute réaction perturbatrice éventuelle soit évitée.